# Georgi-Rene Maksimovski

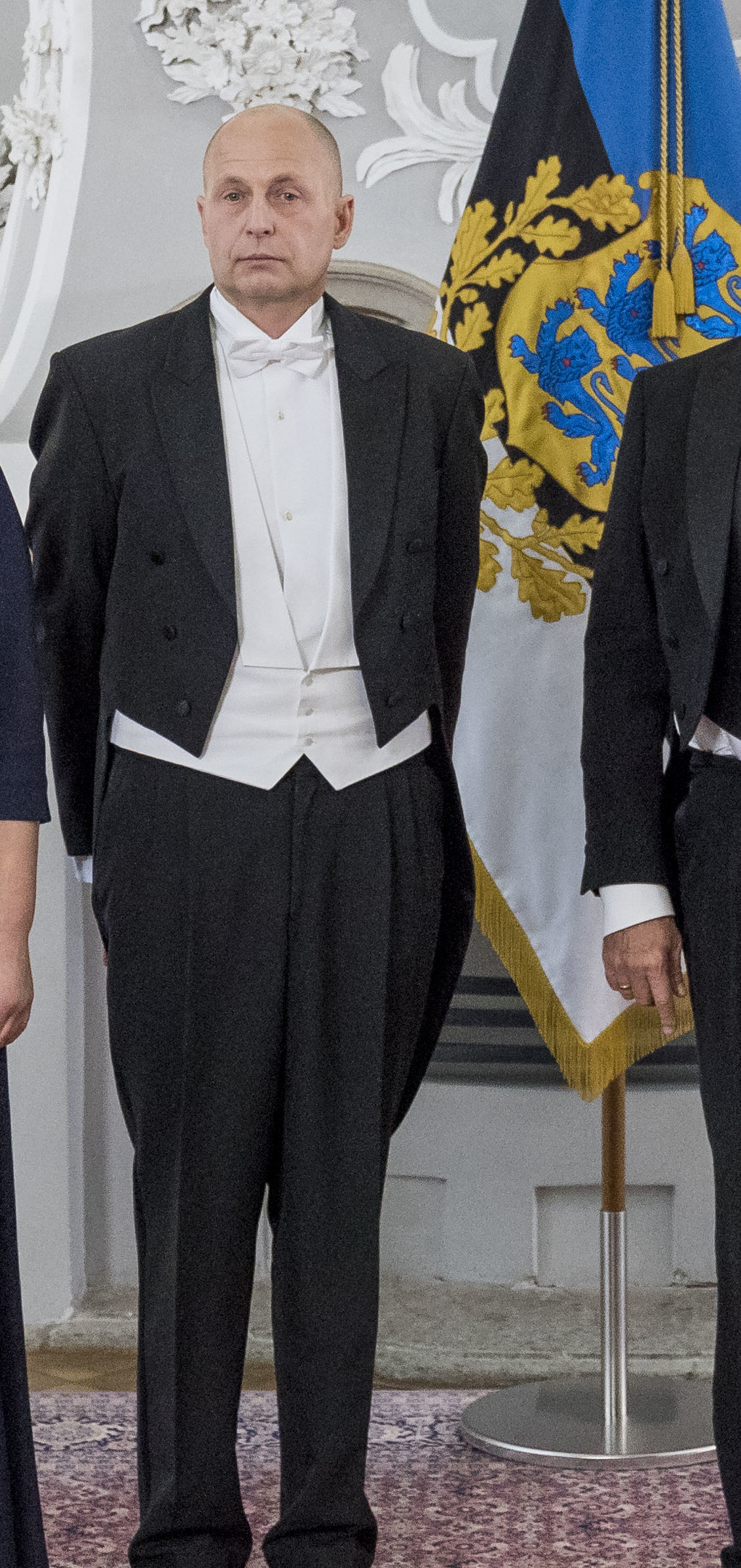
Georgi-Rene Maksimovski im Schloss Katharinental am 10. Oktober 2016

Georgi-Rene Maksimovski (* 22. Juli 1966) ist der ehemalige erste First Gentleman Estlands; er ist seit 2011 mit der ehemaligen estnischen Präsidentin Kersti Kaljulaid verheiratet.

## Leben
Maksimovski stammt aus einer Setukesen-Familie und ist der Sohn von Nektari und Valve Maksimovski. Er hat einen Bruder. Von 1984 bis 1991 studierte er an der Technischen Universität Tallinn. Ab 1993 bis 2009 arbeitete er 16 Jahre bei der State Infocommunication Foundation. Im Jahr 2004 begann der Este eine Beziehung mit Kersti Kaljulaid. Im Jahr 2005 bekam das Paar ihren ersten Sohn, den zweiten vier Jahre später.
2011 heirateten Maksimovski und Kaljulaid. Vor dem Präsidentenpalast besitzt Maksimovski eine Wohnung in Lasnamäe. Über sein tägliches Leben ist wenig bekannt, was einige in den estnischen Medien dazu veranlasst, zu spekulieren, Teil des heimischen Geheimdienstes zu sein.

## Auszeichnungen
- 7. März 2017: Großkreuz des Finnischen Ordens der Weißen Rose
- 5. Juni 2018: Großkreuz des Verdienstordens der Italienischen Republik
- 12. Juni 2018: Großkreuz des Hausordens von Oranien
- 10. April 2019: Großkreuz des Drei-Sterne-Ordens
- 16. April 2019: Großkreuz des portugiesischen Ordens für Verdienst
- 2021: Großes Goldenes Ehrenzeichen am Bande für Verdienste um die Republik Österreich